# Cornelis van Scheltinga (1743-1812)
Cornelis van Scheltinga (Leeuwarden, 2 januari 1743 - aldaar, 30 juli 1812) was een Nederlands bestuurder.

## Biografie
Van Scheltinga was een zoon van Arent Cornelis van Scheltinga, gecommitteerde ten landsdage, grietenijsecretaris van Schoterland en gecommitteerde van de Staat van Friesland, en Jetske Wiskia van Vierssen. Hij is een telg uit het geslacht Van Scheltinga.
In 1763 werd hij benoemd tot grietman van Idaarderadeel. Deze benoeming vond plaats na een periode van twee jaar dat de grietenij zonder grietman had gezeten daar er onenigheid was ontstaan over de stemming. Uiteindelijk speelde in de beslechting een overeenkomst mee tussen Cornelis' vader en diens nicht Auck van Haersma, de weduwe van voormalig grietman Tjalling Willem van Camstra. Als grietman had Van Scheltinga ook de functie van dijkgraaf van de Leppe. Daarnaast was Van Scheltinga gecommitteerde van de Admiraliteit van het Noorderkwartier en van Rotterdam, gecommitteerde van de Provinciale Rekenkamer van Friesland en gedeputeerde.
In 1768 betrok Van Scheltinga samen met zijn vrouw de Friesma State te Idaard, een classicistisch landhuis dat gebouwd werd door Carel van Roorda. Zijn grootvader Cornelis had in zijn testament van 1728 zijn bezit opgenomen in een fideicommis. Hierin werd bepaald dat het bezit (naast Friesma ook de boerderijen Jellinga, Groot- en Klein-Epema) telkens over zou gaan op het oudste kind met de naam Cornelis of Cornelia. Het kasboek van de state dat bijgehouden werd door Van Scheltinga is bewaard gebleven.
Ten tijde van zijn grietmanschap werd de Gertrudiskerk van Idaard vernieuwd. Een gevelsteen herinnert aan de legging van de eerste steen door zijn zoon Cornelis Arent. In de kerk bevindt zich een herenbank die in 1778 door Dirk Embderveld werd vervaardigd in opdracht van Van Scheltinga. Het alliantiewapen Van Scheltinga-Van Haersma dat deze herenbank bekroonde is later op een trekbalk geplaatst. Daarnaast schonk Van Scheltinga een gebrandschilderd venster van de hand van Ype Staak.
In 1795 werd hij afgezet als grietman van Idaarderadeel ten tijde van de Bataafse Revolutie. In 1802 werd hij geïnstalleerd als lid van het bestuur van het Departement Friesland. Deze functie zou hij tot 1805 behouden. Van Scheltinga overleed in 1812 te Leeuwarden, in een pand aan de Tweebaksmarkt dat eerder in het bezit was van zijn schoonvader Hans Hendrik van Haersma, Rentmeester-generaal der Domeinen in Friesland. In 1886 verrees hier het pand Tweebaksmarkt 27.

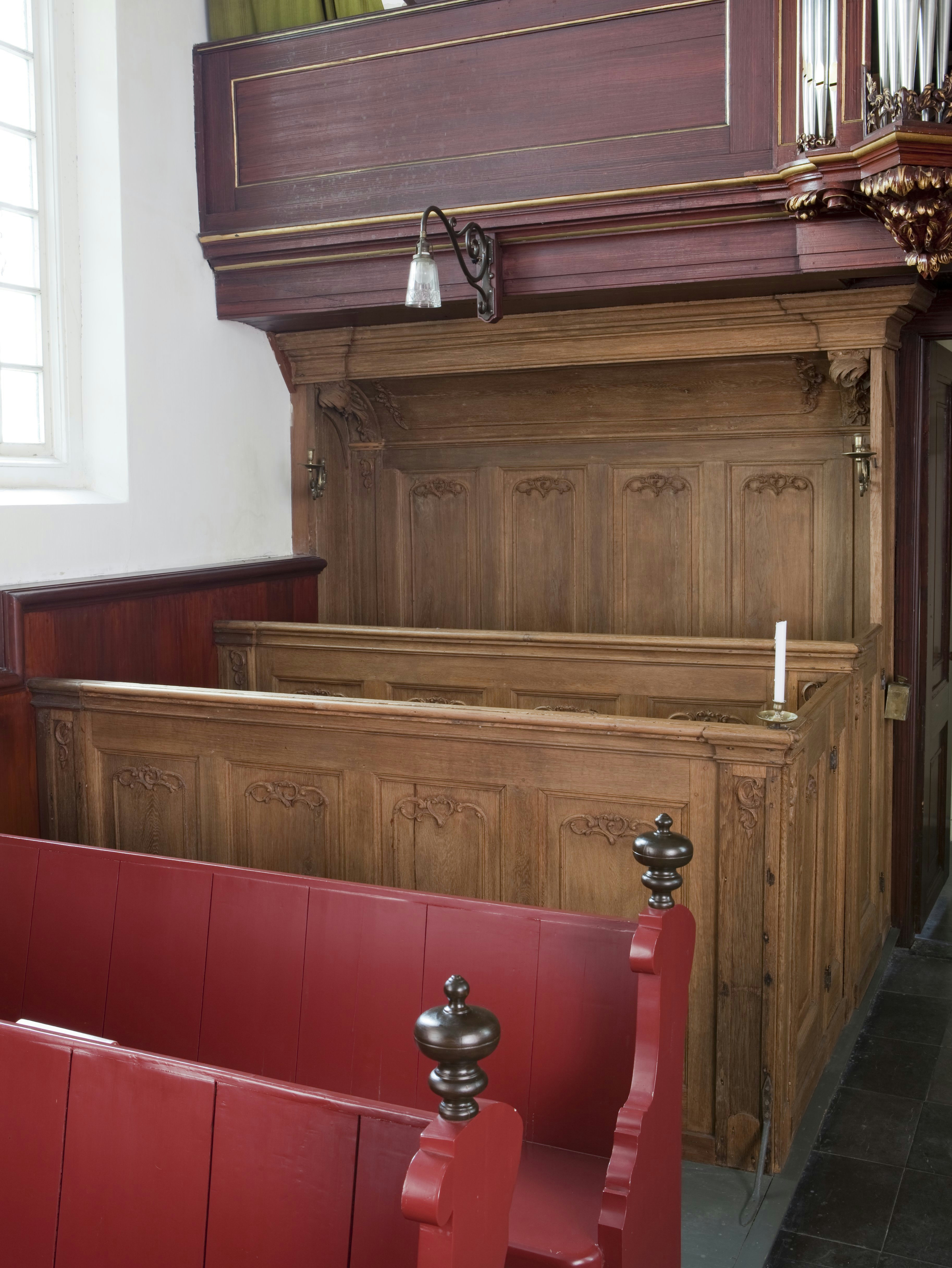
Herenbank van Van Scheltinga in de kerk van Idaard.
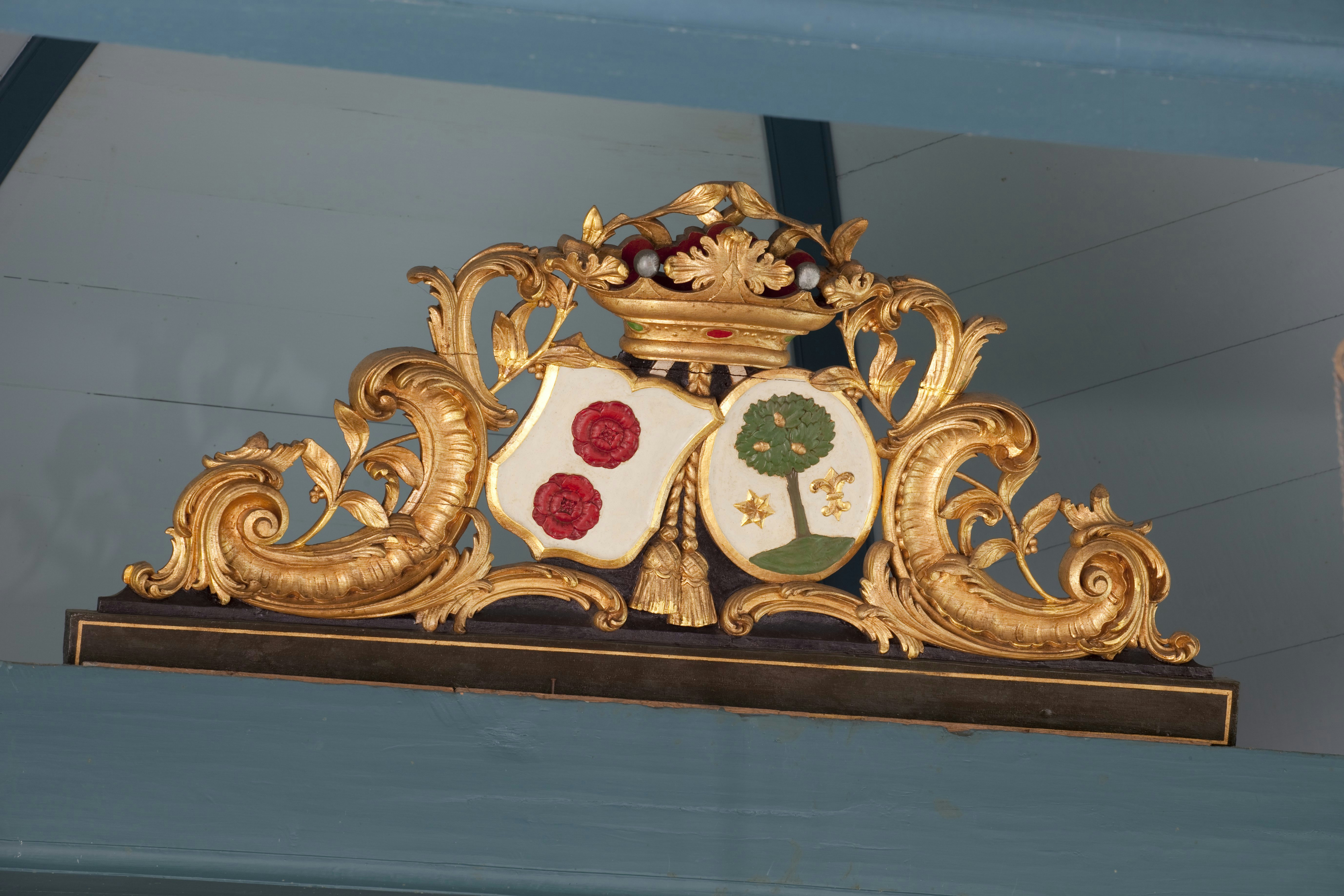
Alliantiewapen van Van Scheltinga en zijn vrouw Aurelia Aletta van Haersma in de kerk van Idaard.
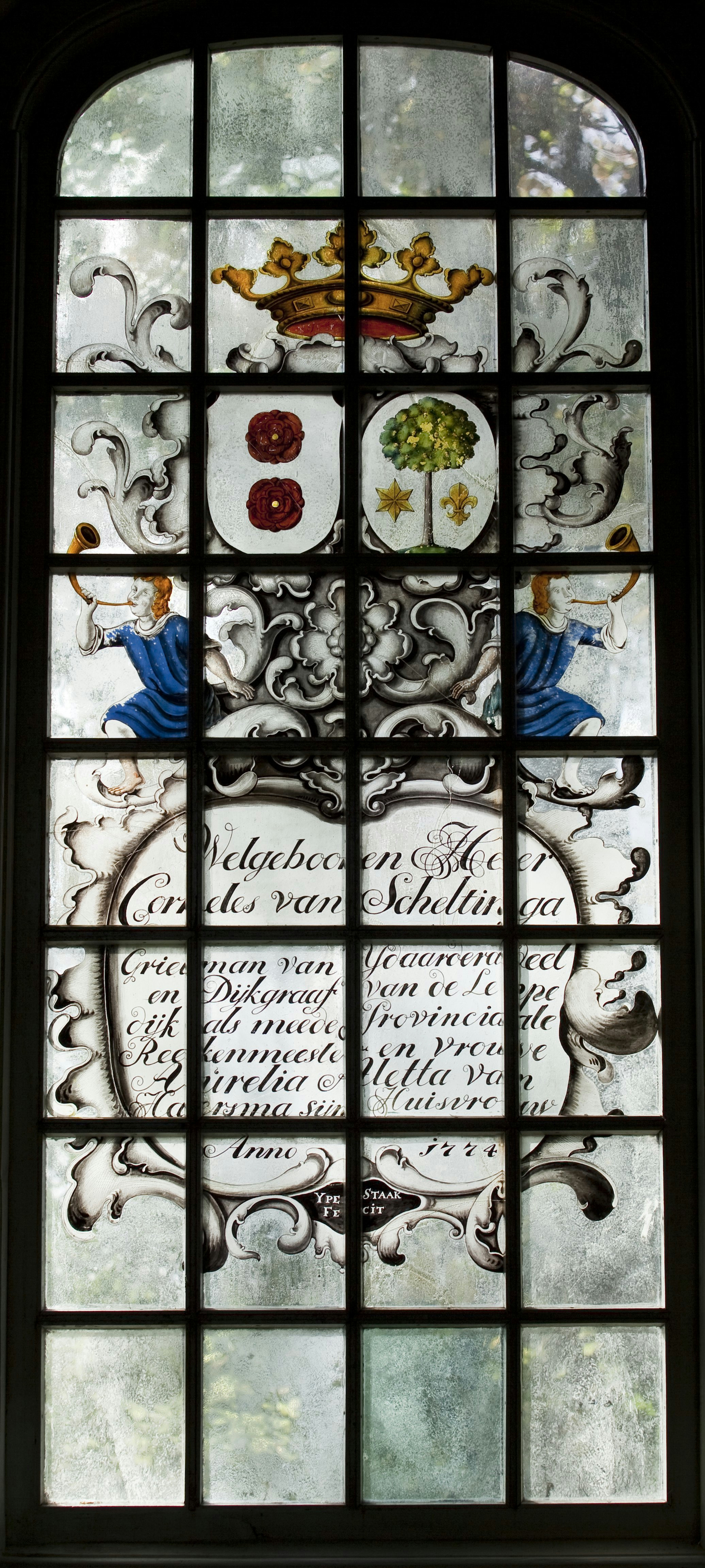
Gebrandschilderd venster in de kerk van Idaard van Ype Staak met het alliantiewapen Van Scheltinga-Van Haersma.

## Huwelijk en kinderen
Van Scheltinga trouwde op 19 juni 1768 in de Jacobijnerkerk te Leeuwarden met Aurelia Aletta van Haersma (1748-1810), dochter van Hans Hendrik van Haersma en Isabella Boreel. Het echtpaar kreeg zes kinderen onder wie:
- Cornelis Arent van Scheltinga (1770-), jong overleden. Hij wordt vermeld op gevelstenen in de kerk van Idaard en de kerktoren van Aegum.
- Isabella Boreel van Scheltinga (1775-1826), trouwde met Sybrand van Haersma, statenlid en grietman van Achtkarspelen.
- Jetske Wiskia van Scheltinga (1777-1855), trouwde met Johannes Casparus Bergsma, statenlid, grietman van Oostdongeradeel en lid van de Vergadering van Notabelen. Hun zoon Cornelis Bergsma was de laatste grietman van Idaarderadeel. Jetske Wiskia hertrouwde na het overlijden van Johannes Casparus Bergsma met Jacob Aukes Lootsma, lid van Gedeputeerde Staten van Friesland.
- Martha Kinnema Houkjen van Scheltinga (1786-1835), trouwde met Philip Ernst Assuërus Vegilin van Claerbergen, maire van Akkrum, lid van de provinciale en gedeputeerde staten van Friesland

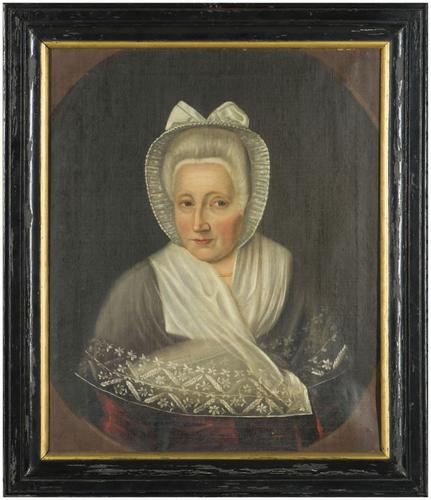
Portret van Aurelia Aletta van Haersma door Friedrich Ludwig Hauck & Fils.
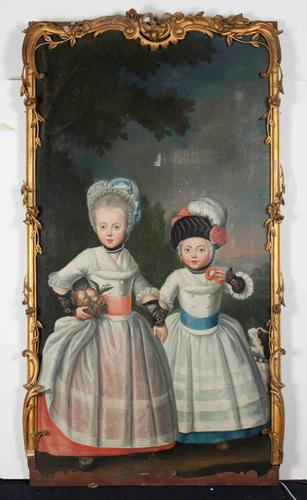
Dubbelportret van Isabella Boreel van Scheltinga en Jetske Wiskia van Scheltinga door Joris Beijseit.
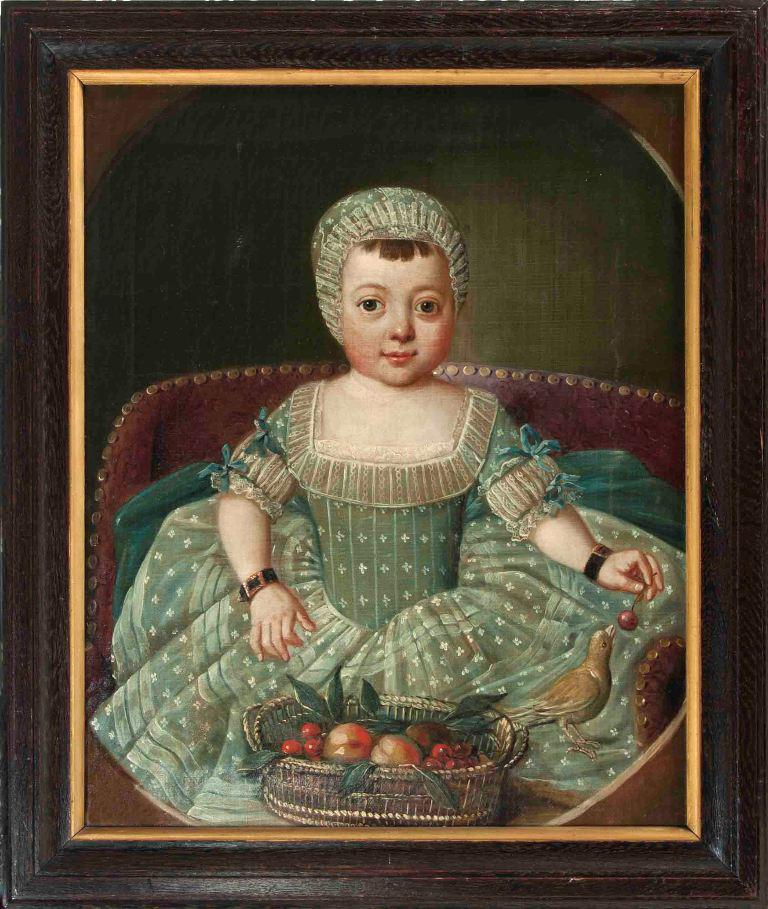
Portret van Martha Kinnema Houkjen van Scheltinga door Friedrich Ludwig Hauck & Fils.
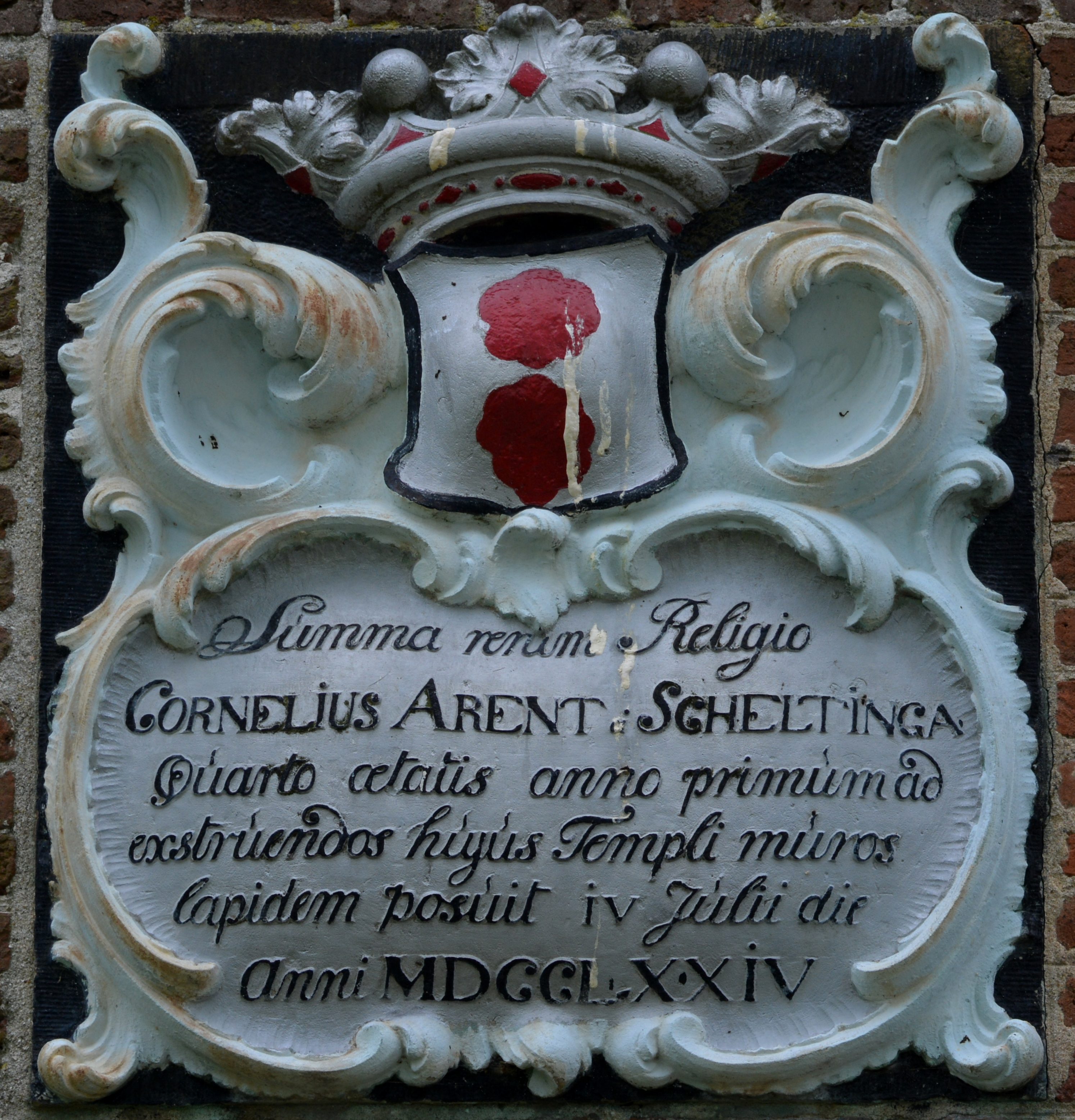
Gevelsteen in de kerk van Idaard die herinnert aan de legging van de eerste steen door Cornelis Arent van Scheltinga, 4 jaar.
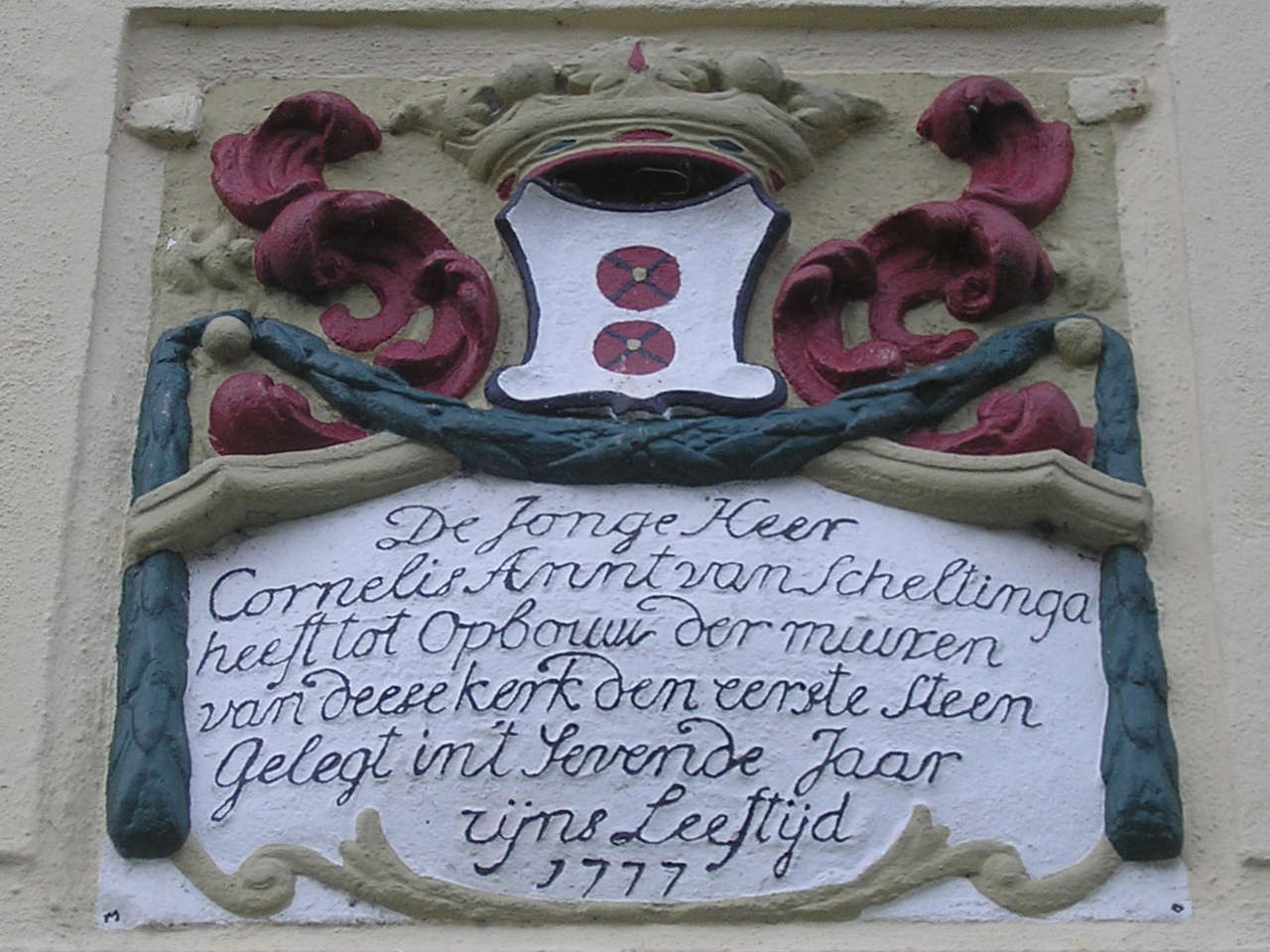
Gevelsteen in de kerktoren van Aegum die herinnert aan de legging van de eerste steen door Cornelis Arent van Scheltinga, 7 jaar.